# Щупики
Щу́пики, или па́льпы (лат. palpi) — парные членистые придатки конечностей ротового аппарата у ракообразных, многоножек и насекомых. На щупиках расположены разнообразные рецепторы (механорецепторы и хеморецепторы). У некоторых ракообразных щупики присутствуют на всех трёх парах челюстных придатков: мандибулах и двух парах максилл; у других ракообразных (например, ветвистоусых) щупики полностью отсутствуют. У насекомых и многоножек они присутствуют лишь на максиллах I и максиллах II (их гомологе — нижней губе). У многих насекомых с ротовым аппаратом сосущего типа щупики редуцированы.